# 92-я отдельная штурмовая бригада
92-я отдельная штурмовая бригада имени кошевого атамана Ивана Сирко (укр. 92-га окрема штурмова бригада імені кошового отамана Івана Сірка, сокр. 92 ОШБр, в/ч А0501, пп В6250) — тактическое соединение Сухопутных войск Украины. Управление бригады — село Клугино-Башкировка Чугуевского горсовета Харьковская область.

## История
«Предшественницей» бригады в составе вооружённых силах СССР была 48-я мотострелковая дивизия Киевского военного округа. В 1992 году 48-я мотострелковая дивизия была передана в состав Национальной гвардии Украины и переименована в 6-ю дивизию Национальной гвардии Украины. В декабре 1999 года она была передана в состав ВС Украины, где стала именоваться 6-й механизированной дивизией. В ходе сокращения ВС Украины дивизия была переформирована в отдельную механизированную бригаду.
Указом президента Украины от 30 октября 2000 года № 1173 за 92 омехбр были сохранены ранее присвоенные почётные наименования и государственные награды. Бригада стала называться 92-я отдельная механизированная Ропшинская орденов Октябрьской Революции и Красного Знамени бригада.

В 2007 году командование бригады ходатайствовало перед Верховным Главнокомандующим о том, чтобы бригаде было присвоено ещё одно почётное наименование — «Чугуевская».
Более ста военнослужащих из состава бригады принимали участие в миссиях ООН по поддержанию мира в Ливане, Либерии, Сьерра-Леоне, бывшей Югославии.
В 2011 году штат бригады был сокращён. Предполагалось, что она будет расформирована.

### Война на востоке Украины
Летом 2014 года подразделения бригады участвовали в боях под Иловайском.
18 июня 2015 года министерство обороны Украины сообщило, что за последние 12 месяцев бригада получила 18 единиц РСЗО БМ-21 «Град», 18 САУ, 6 танков, 10 БТР, 6 гаубиц, 14 зенитных установок, 1200 единиц стрелкового оружия, почти по 30 единиц СПГ-9, АГС-17 и ДШК, 20 автомашин и значительное количество снаряжения и иного военного имущества (100 шт. биноклей, обмундирование и др.).
По состоянию на конец 2018 года подразделения бригады занимали позиции на Горловском и Донецком направлении
По состоянию на 1 марта 2020 года 92-я отдельная механизированная бригада в ходе АТО потеряла погибшими 63 человека.

### Вторжение России на Украину
Принимает участие в боях на востоке Украины с начала полномасштабного вторжения России на Украину, действовала в Харьковской области.
27 февраля 2022 года участвовала в бою с отрядом россиян у 134 школы в Харькове.
Вела боевые действия в районе населённого пункта Дергачи, где столкнулась с 200-й омсбр ВС РФ, которая в результате боёв понесла существенные потери, а командир 200-й бригады Денис Курило был тяжело ранен и госпитализирован.
Также принимала участие в контрнаступлении в Харьковской области.
В конце августа 2023 года на официальных интернет- ресурсах бригады было объявлено о преобразовании бригады из механизированной в штурмовую.

## Организационно-штатная структура
ВВТ 92-й омехбр на учениях

### 2016 год
- Штаб
- Танковый батальон: Булат[14], Т-64БВ[15], Т-64БМ2
- 3 механизированных батальона: БТР-4, миномёты М120-15 «Молот»[16], БТР-70[14].
- 22-й отдельный мотопехотный батальон «Харьков» (пп В 0576)[17]
- Бригадная артиллерийская группа:
  - Батарея управления и артиллерийской разведки: МРК-1, АЗК-5, ПРП-3, ПРП-4, 1В15, 1В16, АРК-1, СНАР-10[18]
  - Самоходный артиллерийский дивизион: 2С1[18]
  - Самоходный артиллерийский дивизион: 2С3[18]
  - Реактивный артиллерийский дивизион: БМ-21[18]
  - Противотанковый артиллерийский дивизион: МТ-12 «Рапира»
- Зенитный ракетно-артиллерийский дивизион: Стрела-10М2[18]
- Разведывательная рота: БРМ-1К, БТР-80, ПСНР-5К, 1К18, ЛПР-1[18]
- Радиолокационная рота
- Узел связи
- Ремонтно-восстановительный батальон
- Группа инженерного обеспечения
- Рота РХБЗ
- Рота снайперов
- Медицинская рота
- Пожарная рота
- Комендантский взвод
- Оркестр

## Командиры
- 2000—2005: полковник Назаркин, Вячеслав Николаевич
- 2007 — 28 января 2011: полковник Гузченко, Сергей Викторович[19]
- 28 января 2011 — сентябрь 2013: полковник Козак, Владимир Степанович[20]
- Сентябрь 2013 — март 2017: полковник Николюк, Виктор Дмитриевич[21]
- Март 2017 — май 2020: полковник Кокорев, Владимир Владимирович[укр.][22]
- С мая 2020: подполковник Федосенко, Павел Юрьевич[23]

### Начальники штаба
- 2013—2015: подполковник Клочков, Владислав Викторович[укр.]